# Condado de Jefferson (Oregón)
El condado de Jefferson es uno de los 36 condados del estado estadounidense de Oregón. La sede del condado es Madras, al igual que su mayor ciudad. El condado tiene un área de 4.639 km² (de los cuales 27 km² están cubiertos por agua) y una población de 19.009 habitantes, para una densidad de población de 4 hab/km² (según censo nacional de 2000). Este condado fue fundado en 1914.

## Geografía

### Condados adyacentes
- Condado de Wheeler - (este)
- Condado de Crook - (sur)
- Condado de Deschutes - (sur)
- Condado de Linn - (oeste)
- Condado de Marion - (noroeste)
- Condado de Wasco - (norte)

## Demografía
Para el censo de 2000, había 19.009 personas, 6.727 cabezas de familia, y 5.166 familias residiendo en el condado. La densidad de población era de 11 habitantes por milla cuadrada.
La composición racial del condado era:
- 68,98% blancos
- 0,26% negros o negros americanos
- 15,68% nativos americanos
- 0,30% asiáticos
- 0,22% isleños
- 11,32% otras razas
- 3,23% de dos o más razas.

Había 6.727 cabezas de familia, de las cuales el 35,60% tenían menores de 18 años viviendo con ellas, el 60,50% eran parejas casadas viviendo juntas, el 10,50% eran mujeres cabeza de familia monoparental (sin cónyuge), y 23,20% no eran familias.
El tamaño promedio de una familia era de 3,16 miembros.
En el condado el 29,80% de la población tenía menos de 18 años, el 7,70% tenía de 18 a 24 años, el 26,90% tenía de 25 a 44, el 23,20% de 45 a 64, y el 12,40% eran mayores de 65 años. La edad promedio era de 35 años. Por cada 100 mujeres había 101,90 hombres. Por cada 100 mujeres mayores de 18 años había 100,80 hombres.

## Economía
Los ingresos medios de una cabeza de familia del condado eran de USD$35.853 y el ingreso medio familiar era de $39.151. Los hombres tenían unos ingresos medios de $31.126 frente a $22.086 de las mujeres. El ingreso per cápita del condado era de $15.675. El 10,40% de las familias y el 14,60% de la población estaban debajo de la línea de pobreza. Del total de gente en esta situación, 22,20% tenían menos de 18 y el 5,90% tenían 65 años o más.

## Localidades

### Ciudades
- Culver
- Madras
- Metolius

### Lugar designado por el censo
- Warm Springs

### Áreas no incorporadas
| - Ashwood - Camp Sherman - Crooked River Ranch - Gateway | - Geneva - Grandview - Grizzly - Horse Heaven | - Kilts - Opal City - Willowdale |